# Faculté des sciences économiques, sociales, politiques et de communication
 (mars 2023).
La Faculté des sciences économiques, sociales, politiques et de communication (ESPO) est une faculté de l'Université catholique de Louvain située sur les campus de Louvain-la-Neuve, de Mons et de Charleroi. Une faculté autonome du même nom est par ailleurs active sur le campus UCLouvain Saint-Louis - Bruxelles. 
Elle trouve son origine dans l'École des sciences politiques et sociales fondée en 1892 au sein de la Faculté de droit par Jules Van den Heuvel.

## Historique
En 1892 et en 1897, deux écoles sont fondées au sein de la Faculté de droit de l'UCLouvain : l'École des sciences politiques et sociales et l'École des sciences commerciales et consulaires. Ces nouvelles écoles tentent de répondre aux défis posés par les révolutions industrielles, politiques et scientifiques, et former ceux qui s'engageront dans la conduite de l'économie et de la vie sociale.
Ce sont pour ces mêmes raisons qu'est fondée en 1896 à La Louvière l'École supérieure commerciale et consulaire. Cet établissement indépendant déménagera à Mons en 1899, obtiendra un statut universitaire, puis finira par fusionner avec l'UCLouvain en 2011.
Étroitement associée l'une à l'autre, les deux écoles de l'UCLouvain n'auront de cesse de se réinventer au cours du temps pour coller au mieux aux évolutions de la société et au développement des sciences humaines et sociales. Elles seront réorganisés en différents instituts, écoles, facultés, départements (entre autres), tournés à la fois vers un enseignement pratique et une recherche de pointe. Cette dernière sera notamment matérialisée par la création de l'Institut des sciences économiques, futur Institut de recherches économiques et sociales (IRES), en 1928.
L'École des sciences commerciales et consulaires se dote en 1908, année de cession du Congo à la Belgique, d'une licence en sciences coloniales. Après la Première Guerre mondiale, elle prend différents noms dont École supérieure de commerce. En 1934, elle est agréée comme Institut supérieur de commerce par arrêté royal. En 1941, le recteur Van Waeyenbergh confie sa réorganisation à Jacques Leclercq. Elle devient l'École des sciences économiques et comporte quatre instituts : outre L'IRES, on trouve l'Institut des sciences économiques, l'Institut des sciences économiques appliquées (ISEA), et l'Institut des sciences actuarielles.
En 1950, l'École des sciences politiques et sociales et l'École des sciences économiques se détachent de la Faculté de droit pour devenir une faculté à part entière : la Faculté des sciences économiques et sociales. Elle devient l'une des plus grandes facultés en nombre d’étudiants. En 1961 est créé l'Institut d'étude du développement.
En 1967, la faculté change de nom et devient la Faculté des sciences économiques, sociales et politiques. En 1975, la faculté est réorganisée en 9 départements. L'ISEA devient l'Institut d'administration et de gestion (IAG), tandis qu'apparaissent en tant que départements la communication, la démographie, les études européennes et les sciences du travail. La faculté sera encore réorganisée à plusieurs reprises au cours des années 1980 et 1990, avec notamment un département de sociologie.
Dans le cadre du Processus de Bologne, le décret de la Communauté française du 31 mars 2004 conduit à la création des baccalauréats pour le premier cycle en 2004, et des "masters" pour le second cycle en 2007. 
En 2008, l'IAG devient autonome sous le nom de Louvain School of Management, qui est élevée en faculté deux ans plus tard.
A l'occasion de la réforme interne de l'UCLouvain qui sépare les activités d'enseignement et de recherche, la faculté devient en 2010 la Faculté des sciences économiques, sociales et politiques et de communication. Les chercheurs de la faculté intègrent différents instituts de recherches.
En 2011, à la suite de la fusion des Facultés universitaires catholiques de Mons avec l'UCLouvain, la faculté devient multisite.

### Faculté ESPB sur le site Saint-Louis - Bruxelles
À la suite du processus de fusion entre l'université catholique de Louvain et l'université Saint-Louis - Bruxelles entamé en 2016, les facultés du site Saint-Louis intègrent l'UCLouvain à partir de la rentrée académique de septembre 2023.
La Faculté des sciences économiques, sociales, politiques et de la communication de l'UCLouvain Saint-Louis - Bruxelles (ESPO, abrégée ESPB dès 2023) est une entité distincte de la faculté ESPO néo-louvaniste, autonome et fondée en 1965. Établie à Bruxelles, elle offre des formations dans le même domaine que la faculté ESPO néo-louvaniste. Les deux faculté collaborent également, avec un recrutement commun de personnel ou des formations en co-diplomation. Il est par ailleurs prévu de fusionner les deux facultés ESPO à l'issue du processus de la période transitoire de fondation de l'UCLouvain.

## Organisation
La faculté comporte six écoles, en plus d'une structure de gestion du premier cycle (SESP) et la FOPES :
- Economics School of Louvain (ESL)
- École de communication (COMU)
- École des sciences du travail (EST ou TRAV)
- École des sciences politiques et sociales (PSAD)
- École interfacultaire en études européennes (IEE)
- École d'agrégation (AGES)
- Faculté ouverte de politique économique et sociale (FOPES)

### Réputation académique et programmes
En 2016, dans le cadre Eduniversal (en), le Master en sciences économiques s'est vu décerner la 15e place européenne et le master en administration publique la 13e place.
L'UCLouvain est la première université francophone au monde à organiser un programme interdisciplinaire de premier cycle en Philosophie, politique et économie, depuis 2019.